# Недополз, Виталий Иванович
Виталий Иванович Недополз (12 января 1936, Чусовой, Свердловская область, РСФСР, СССР ― 19 июля 2013, Екатеринбург, Россия) — советский и российский спортсмен, Заслуженный тренер РСФСР по конькобежному спорту.

## Биография
Родился в городе Чусовой в рабочей семье. В 1937 году отец был репрессирован, после чего вместе с матерью переехал на родину ее родителей в деревню Шабры Свердловской области.
В детстве начал увлекаться футболом. В 1950 году поступил в Свердловский лесотехнический техникум, который в то время относился к областному совету спортивного общества «Красная Звезда». Примерно тогда же записался в конькобежную секцию, где тренировался у Анатолия Михайловича Казакова, который сам был действующим спортсменом и часто уезжал на соревнования, в то время как его подопечные оставались сами по себе. Виталий Иванович тогда же сам начал осваивать тренерскую работу, составлять планы тренировок и учебного процесса, проводить занятия.
В 1953 году перевёлся в Свердловский техникум физической культуры. Спустя два года его приняли на работу тренером по конькобежному спорту в областной совет ФСО «Динамо». После окончания техникума в 1956 году окончательно влился в динамовский коллектив. Вскоре его назначают директором ДЮСШ «Динамо», а в 1970 году ― заместителем председателя областного совета спортивного общества «Динамо». Фактически он становится руководителем одного из крупнейших спортивных обществ Свердловской области.
За годы работы тренером по конькобежному спорту подготовил 4 мастера спорта международного класса, более 15 мастеров спорта и большое количество спортсменов прочих спортивных разрядов. В 1976 году ему было присвоено звание «Заслуженный тренер РСФСР». Одним из самых выдающихся его воспитанников был Николай Гуляев, победитель Олимпийских игр 1988 года.
Участвовал в проведении множества соревнований в качестве судьи. Был удостоен почётного звания судьи всесоюзной категории по конькобежному спорту. В 1983 году также был награждён орденом «Знак Почёта» и званием «Почётный динамовец».
Вышел в отставку в 1993 году в звании подполковника внутренней службы.
Звание «Заслуженный работник физической культуры Российской Федерации» присвоено в 1999 году.
Скончался 19 июля 2013 года. Похоронен на Лесном кладбище Екатеринбурга.
В июле 2014 года на стене здания спортивного комплекса «Динамо» состоялось открытие мемориальной плиты, посвящённой Виталию Ивановичу Недоползу.